# Baixio James
O baixio James (em inglês:  James Shoal, em chinês:   曾母暗沙, Zengmu Ansha) é um banco oceânico no mar da China Meridional, com cerca de 20 m de profundidade. É reclamado pela Malásia, pela República Popular da China e pela República da China (Taiwan).
Situa-se a cerca de 80 km a noroeste de Bintulu, na plataforma continental de Bornéu, e a cerca de 1800 km da China continental. Geograficamente, está a sul das disputadas ilhas Spratly, mas por vezes é agrupado com estas como parte da disputa internacional sobre a soberania do mar da China Meridional.
O baixio será a parte territorial (mas submersa) mais meridional da China, tal como reclamam a República Popular da China e a República da China (Taiwan). A Marinha do Exército de Libertação Popular visitou o baixio em maio de 1983 e em 1994. Em 2010 um navio da República Popular da China submergiu simbolicamente no local uma estela para marcar a soberania sobre o baixio.